# 多夫贝什

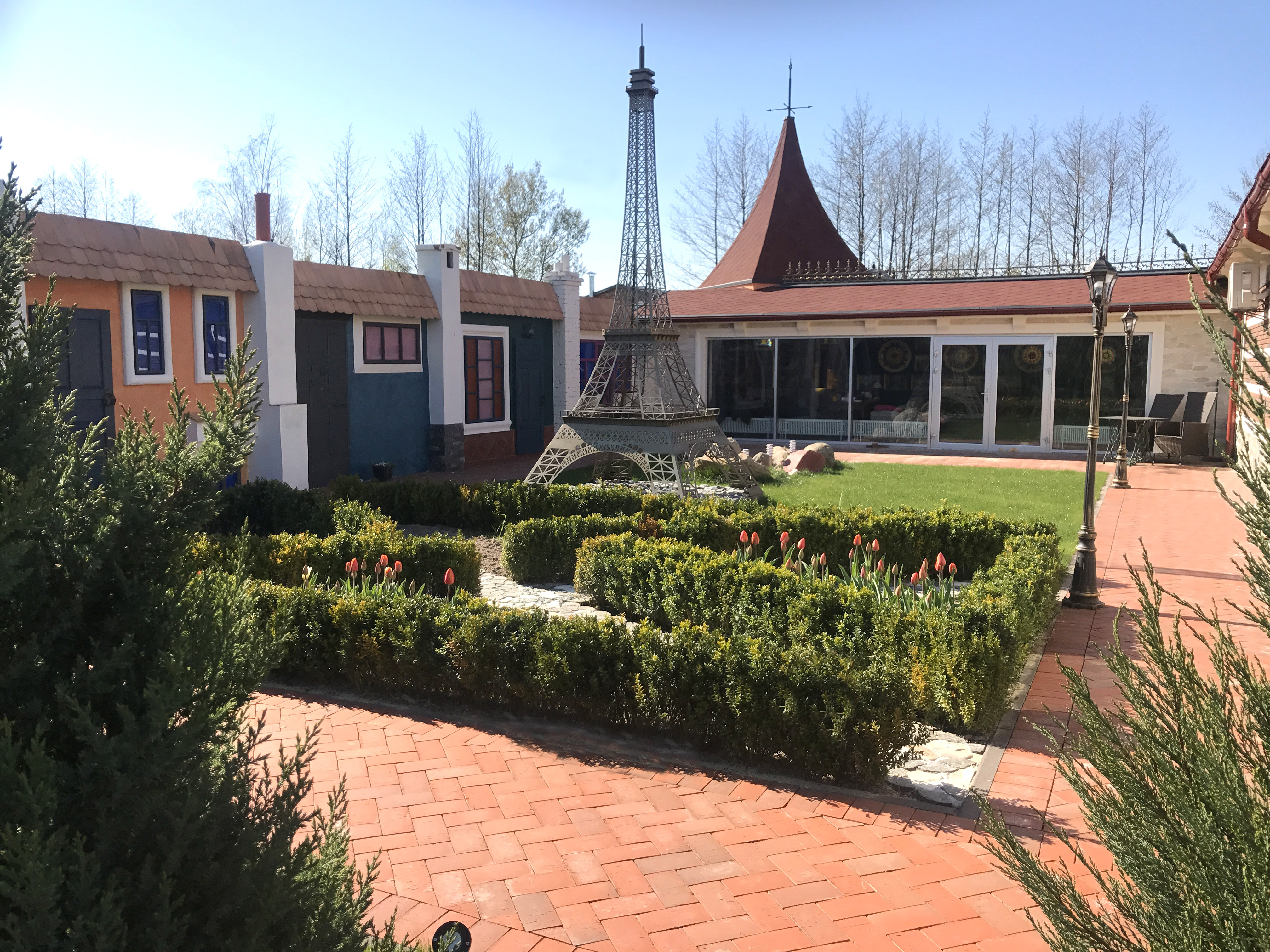
多夫贝什

多夫贝什（羅馬化：Dovbysh）是烏克蘭北部日托米爾州茲維亞赫爾區多夫贝什市镇内的市級鎮及其行政中心。始建於1569年，面積51平方公里，海拔高度240米，2022年人口数量为4,071人，人口密度每平方公里89.6人。